# Alfadle ibne Sal
Abu Alabás Alfadle ibne Sal ibne Zadanfaruque de Sarakhs (em árabe: أبو العباس الفضل بن سهل بن زادانفروخ السرخسي‎; romaniz.: Abu ’l-ʿAbbās al-Faḍl b. Sahl b. Zādānfarrūḫ as-Saraḫsī); 818), intitulado Dul Riaçataim (Dhu 'l-Ri'āsatayn, literalmente "homem de dois comandos")  e melhor conhecido apenas como Alfadle ibne Sal, foi um famoso vizir persa do Califado Abássida no Coração que serviu sob o califa Almamune (r. 813–832). Desempenhou papel crucial na guerra civil entre Almamune e seu irmão Alamim (r. 809–813) e governou de facto o califado até 818.